# Neopisinus
Neopisinus là một chi nhện trong họ Theridiidae.

## Các loài
- Neopisinus bigibbosus (O. Pickard-Cambridge, 1896)
- Neopisinus bruneoviridis (Mello-Leitão, 1948)
- Neopisinus cognatus (O. Pickard-Cambridge, 1893)
- Neopisinus fiapo Marques, Buckup & Rodrigues, 2011
- Neopisinus gratiosus (Bryant, 1940)
- Neopisinus longipes (Keyserling, 1884)
- Neopisinus putus (O. Pickard-Cambridge, 1894)
- Neopisinus recifensis (Levi, 1964)
- Neopisinus urucu Marques, Buckup & Rodrigues, 2011